# Geopartner Landinspektører A/S
Geopartner Landinspektører A/S er en af Danmarks største rådgivende landinspektørvirksomheder. Virksomheden hjælper myndigheder, entreprenører, forsyninger, udviklere, rådgivere, grundejere og landmænd med store som små opgaver inden for blandt andet traditionelle landinspektørdiscipliner, GIS, planlægning og rådgivning om fast ejendom. 

## Historie
Geopartner Landinspektører A/S har udviklet sig gennem en række fusioner og nyetableringer til i dag at have over 200 medarbejdere fordelt på 26 afdelinger rundt om i Danmark. I 2014 fandt en større fusion sted, hvor Geopartner Landinspektørgården fusionerede med Hvenegaard & Jens Bo Landinspektører A/S. 